# Новотремино
Новотремино — посёлок в Тайшетском районе Иркутской области России. Входит в состав Джогинского муниципального образования. Находится примерно в 88 км к северу от районного центра.

## Население
По данным Всероссийской переписи, в 2010 году в посёлке проживало 180 человек (97 мужчин и 83 женщины).